# Calcio ai I Giochi panamericani

La prima edizione del torneo di calcio ai Giochi panamericani si è svolta a Buenos Aires, Argentina dal 25 febbraio all'8 marzo 1951. Il girone è composto da cinque formazioni, quattro affiliate alla CONMEBOL e una alla CONCACAF. L'Argentina, padrona di casa, vince agevolmente il torneo, ottenendo 4 vittorie su 4 gare.

## Il torneo
| Squadra    | P | G | V | N | S | GF | GS | DR  |
| ---------- | - | - | - | - | - | -- | -- | --- |
| Argentina  | 8 | 4 | 4 | 0 | 0 | 16 | 2  | +14 |
| Costa Rica | 5 | 4 | 2 | 1 | 1 | 9  | 12 | −3  |
| Cile       | 4 | 4 | 1 | 2 | 1 | 8  | 6  | +2  |
| Venezuela  | 4 | 4 | 1 | 0 | 3 | 5  | 14 | −9  |
| Paraguay   | 1 | 4 | 0 | 1 | 3 | 5  | 9  | −4  |

| Argentina  | 5–0 | Venezuela  |
| Costa Rica | 2–2 | Cile       |
| Venezuela  | 3–2 | Paraguay   |
| Costa Rica | 3–1 | Venezuela  |
| Argentina  | 2–1 | Cile       |
| Costa Rica | 3–2 | Paraguay   |
| Cile       | 4–1 | Venezuela  |
| Argentina  | 7–1 | Costa Rica |
| Cile       | 1–1 | Paraguay   |
| Argentina  | 2–0 | Paraguay   |

## Vincitore
| Vincitore                |
| ------------------------ |
| Argentina Medaglia d'oro |